# Lisiszki
Lisiszki (biał. Лясішкі, Lasiszki; ros. Лесишки, Lesiszki) – dawny chutor na Białorusi, w obwodzie witebskim, w rejonie brasławskim, w sielsowiecie Widze.

## Historia
Pod koniec XIX wieku ówczesny zaścianek należał do powiatu nowoaleksandrowskiego.
W latach 1921–1945 ówczesna kolonia leżała w Polsce, w województwie nowogródzkim (od 1926 w województwie wileńskim), w powiecie brasławskim, w gminie Widze a następnie w gminie Dryświaty.
Według Powszechnego Spisu Ludności z 1921 roku zamieszkiwało tu 16 osób, wszystkie były wyznania rzymskokatolickiego i zadeklarowały polską przynależność narodową. Były tu 3 budynki mieszkalne. W 1931 w 3 domach zamieszkiwało 15 osób.
Miejscowość należała do parafii rzymskokatolickiej w Gajdach. Podlegała pod Sąd Grodzki w Turmoncie i Okręgowy w Wilnie; właściwy urząd pocztowy mieścił się w Dryświatach.
W okresie radzieckim miejscowość miała status chutoru i podlegała pod sowchoz „Widzski”.